# Voglar
Voglar je priimek več znanih Slovencev:
- Bojan Voglar, rokometaš, rokometni trener
- Boris Voglar (*1971), fotograf
- Črt Sojar Voglar (*1976), skladatelj in glasbeni pedagog
- Dušan Voglar (1936–2022), literarni zgodovinar, dramaturg, prevajalec, urednik, leksikograf
- Fran Voglar (1877–1925), šolnik in politik
- Gregor Voglar (1651–1717), zdravnik, mecen in diplomat
- Mihael Voglar (Carbonarius), pevec (16. stoletje)
- Mira Voglar (*1935), skladateljica in glasbena pedagoginja
- Nada Voglar (1936–2022), prevajalka
- Srečko Voglar - Tedi (1901–1956), teniški igralec
- Viki Voglar, filmski režiser in scenarist
- Zlatko Voglar, otorinolaringolog, športni zdravnik